# エレーナ・アファナシェワ

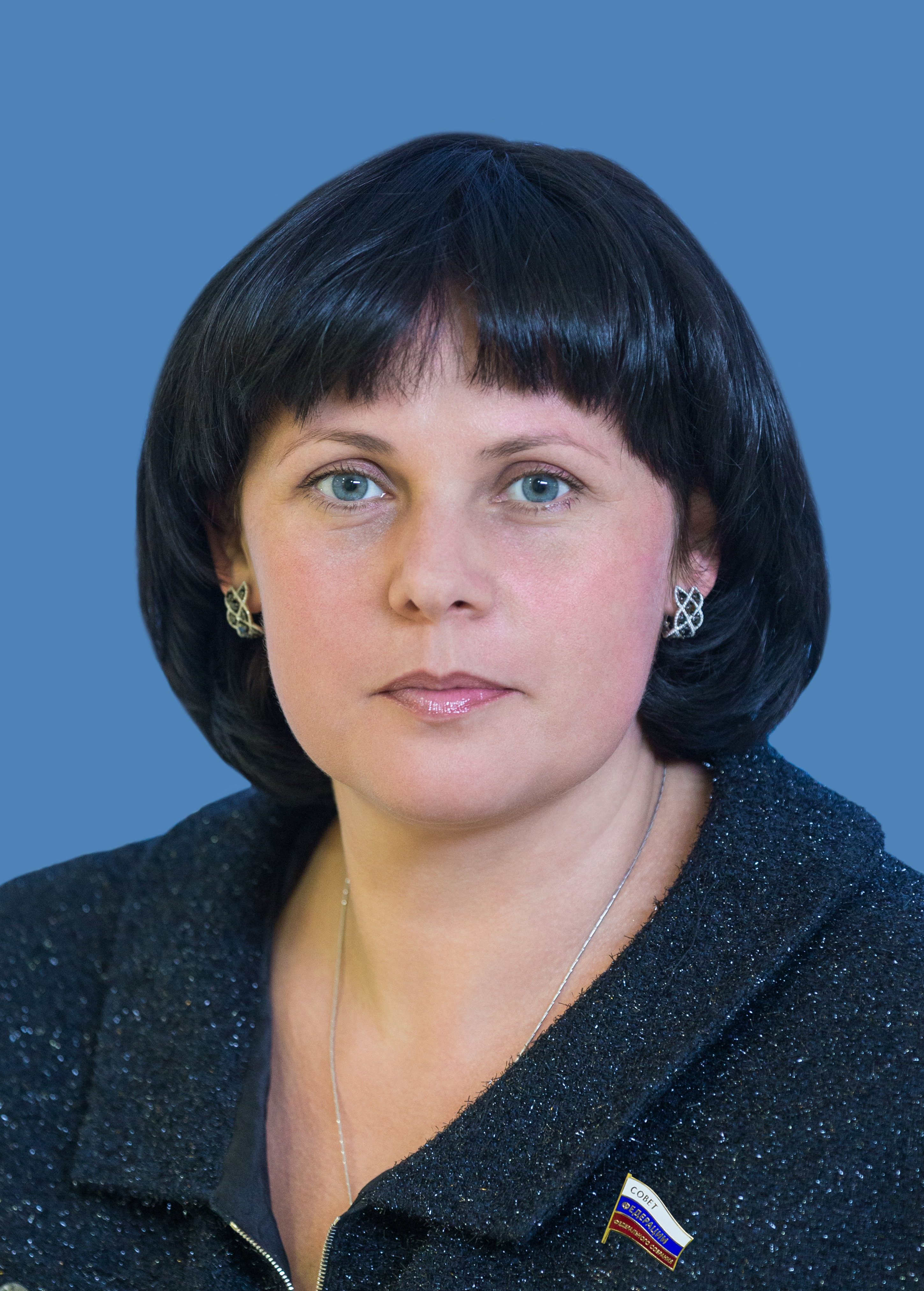
エレーナ・アファナシェワ

エレーナ・ウラジーミロヴナ・アファナシェワ（Елена Владимировна Афанасьева、Elena Vladimirovna Afanaseva、1975年5月27日 - ）は、ロシアの政治家。国家院（連邦下院）議員を経て、2014年よりオレンブルク州選出の連邦院（連邦上院）議員を務める。ロシア自由民主党所属。オレンブルク教育大学（Orenburg Educational Institute）卒業。